# Kowel (stacja kolejowa)
Kowel – stacja kolejowe w Kowlu, w obwodzie wołyńskim, na Ukrainie. Znajdują się tu 4 perony.